# سردر تکیه ابوالفضلی
سردر تکیه ابوالفضلی مربوط به دوره پهلوی اول است و در نیشابور، خیابان امام خمینی ۸، کوچه تکیه ابوالفضلی واقع شده و این اثر در تاریخ ۲۷ اسفند ۱۳۸۷ با شمارهٔ ثبت ۲۶۲۷۵ به‌عنوان یکی از آثار ملی ایران به ثبت رسیده است.